# 김도연 (1952년)
김도연(金道然, 1952년 3월 14일~)은 대한민국의 교육인이다. 제51대 교육과학기술부 장관을 지냈으며 울산대학교 총장, 포항공과대학교 총장이자 울산공업학원의 이사장을 지냈다.

## 학력
- 1970년 경기고등학교 졸업
- 1974년 서울대학교 재료공학과 학사
- 1977년 한국과학기술원 석사
- 1979년 프랑스 클레르몽페랑 제1대학교 대학원 공학 박사

## 주요경력
- 1976년 9월 ~ 1979년 5월 : 프랑스 르노 자동차 중앙연구소 연구원
- 1979년 5월 ~ 1982년 8월 : 아주대학교 공과대학 조교수
- 1982년 9월 ~ 2008년 2월 : 서울대학교 공과대학 재료공학부 교수
- 1990년 ~ 1991년 : 미국표준기술연구소 방문연구원
- 1992년 2월 ~ 1994년 2월 : 서울대학교 공과대학 학생담당 부학장
- 1997년 12월 ~ 2005년 12월 : 재료미세조직 창의연구단 단장
- 2002년 : 미국세라믹학회 특별회원
- 코리아리더스포럼 운영위원
- 2004년 : 세계세라믹학회 정회원
- 2005년 9월 ~ 2007년 9월 : 서울대학교 공과대학 학장
- 2006년 : 한국공학한림원 부회장
- 2007년 11월 : 도쿄대학교 펠로우교수 위촉
- 2008년 2월 ~ 8월 : 제51대 교육과학기술부 장관
- 2008년 9월 ~ 2011년 2월 : 울산대학교 제8대 총장
- 2009년 7월 : 청계재단 이사
- 2009년 12월 ~ 2010년 11월 : 국가교육과학기술자문회의 부의장
- 2011년 1월 ~ 3월 : 한국공학한림원 회장
- 2011년 3월 ~ 2013년 : 국가과학기술위원회 위원장
- 서울대학교 재료공학부 초빙교수
- 대구경북과학기술원 기초학부 초빙석좌교수
- 2015년 9월 ~ 2019년 8월 : 포항공과대학교 총장
- 여시재 이사
- 2020년 3월 ~ : 제6대 울산공업학원 이사장
- 케이정책플랫폼 자문위원

## 저서
- 《우리시대 기술혁명》, 생각의나무, 2004, ISBN 8984983721

| 전임 서남수(교육인적자원부 장관 직무대행) 김우식(과학기술부 장관) | 제51대 교육과학기술부 장관 2008년 2월 29일 ~ 2008년 8월 6일 | 후임 안병만 |

| 전임 김도연 | 제7대 포항공과대학교 총장 2015년 9월 ~ 2019년 8월 | 후임 김무환 |